# Draschepark

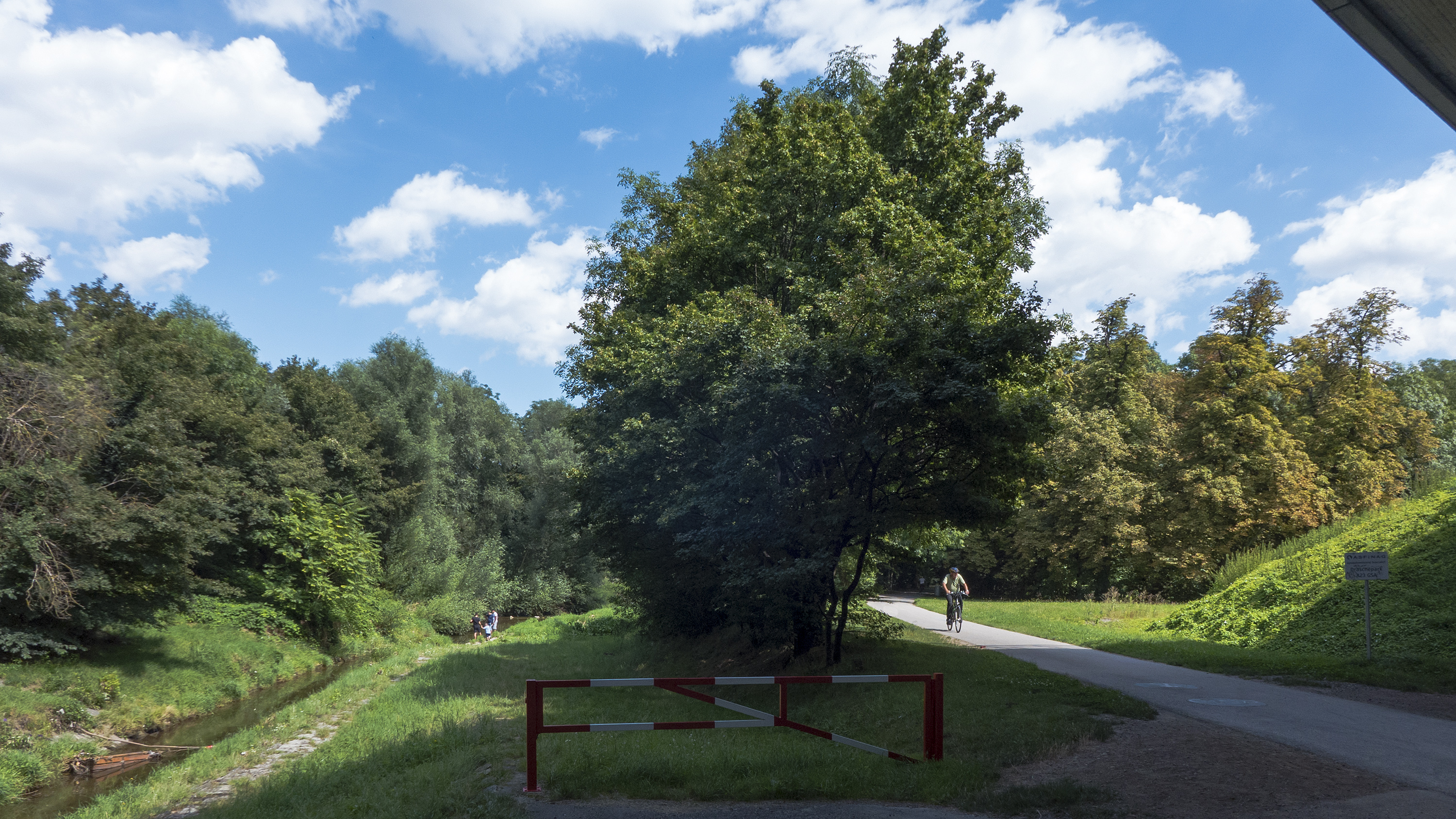
Der Draschepark an der Liesing

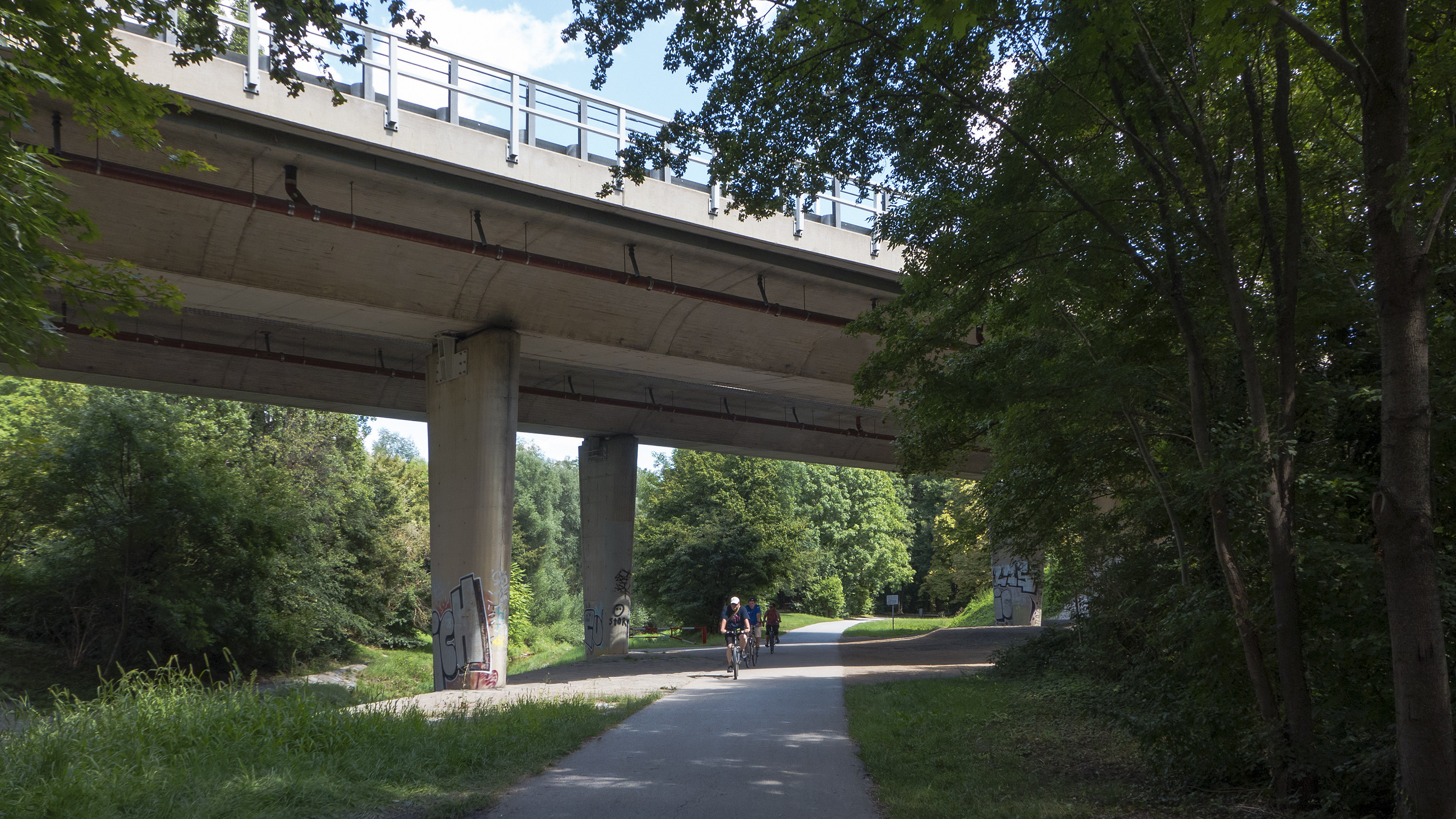
Überbauung durch den Knoten Inzersdorf

Der Draschepark ist eine 13 Hektar große Parkanlage in Inzersdorf im 23. Wiener Gemeindebezirk Liesing. Er ging aus dem Park rund um die beiden als Schloss Inzersdorf bezeichneten Schlösser hervor. Der Name des Parks verweist auf die Familie Drasche von Wartinberg, die ab 1857 die beiden Schlösser auf dem Gelände besaß.

## Geschichte des Parks
Beide Schlösser im Park, das Wasserschloss Inzersdorf aus dem 17. Jahrhundert und das südwestlich davon gelegene neue Schloss aus dem Jahr 1765, wurden während der Luftangriffe auf Wien im Zweiten Weltkrieg durch Bombentreffer beschädigt und schließlich 1965 im Zuge der Errichtung der Wiener Südosttangente ganz abgerissen. Der Park direkt rund um die beiden Schlösser bestand ursprünglich aus einem spätbarocken Ziergarten und einem Bereich mit Obstbaum-, Nutzgarten- und Wiesengevierten. Die weitere Fläche des  Besitzes wurde im Franziszeischen Kataster von 1818 als Waldpark von regelmäßigen Schneisen durchzogen. Der ursprünglich in barocker Form angelegte Schlosspark wurde teilweise mit einem Autobahnknoten („Knoten Inzersdorf“) überbaut.

## Heute
Die alte Landschaftsgestaltung ist nur noch durch die Kastanienalleen und Feldahornhecken erkennbar. In den Flächen fand eine natürliche Verbuschung statt. Die Bäche Altmannsdorfer Graben und Liesing erhielten künstliche Betten. Zur Freizeitnutzung wurden Grillplätze, Spielplätze und eine BMX-Bahn angelegt. Im Sommer findet im Draschepark Open-Air-Kino statt.

## Galerie

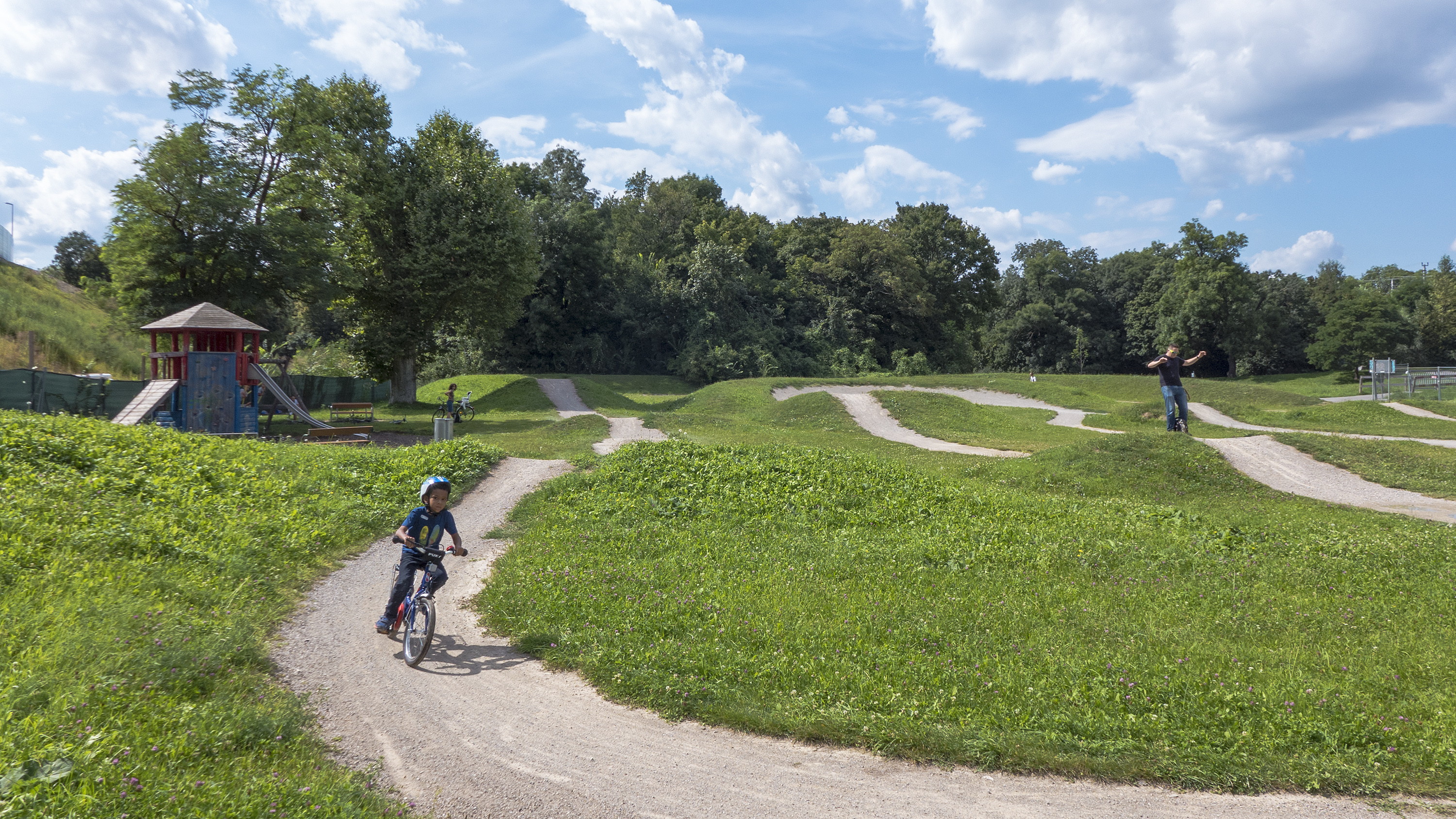
BMX-Bahn
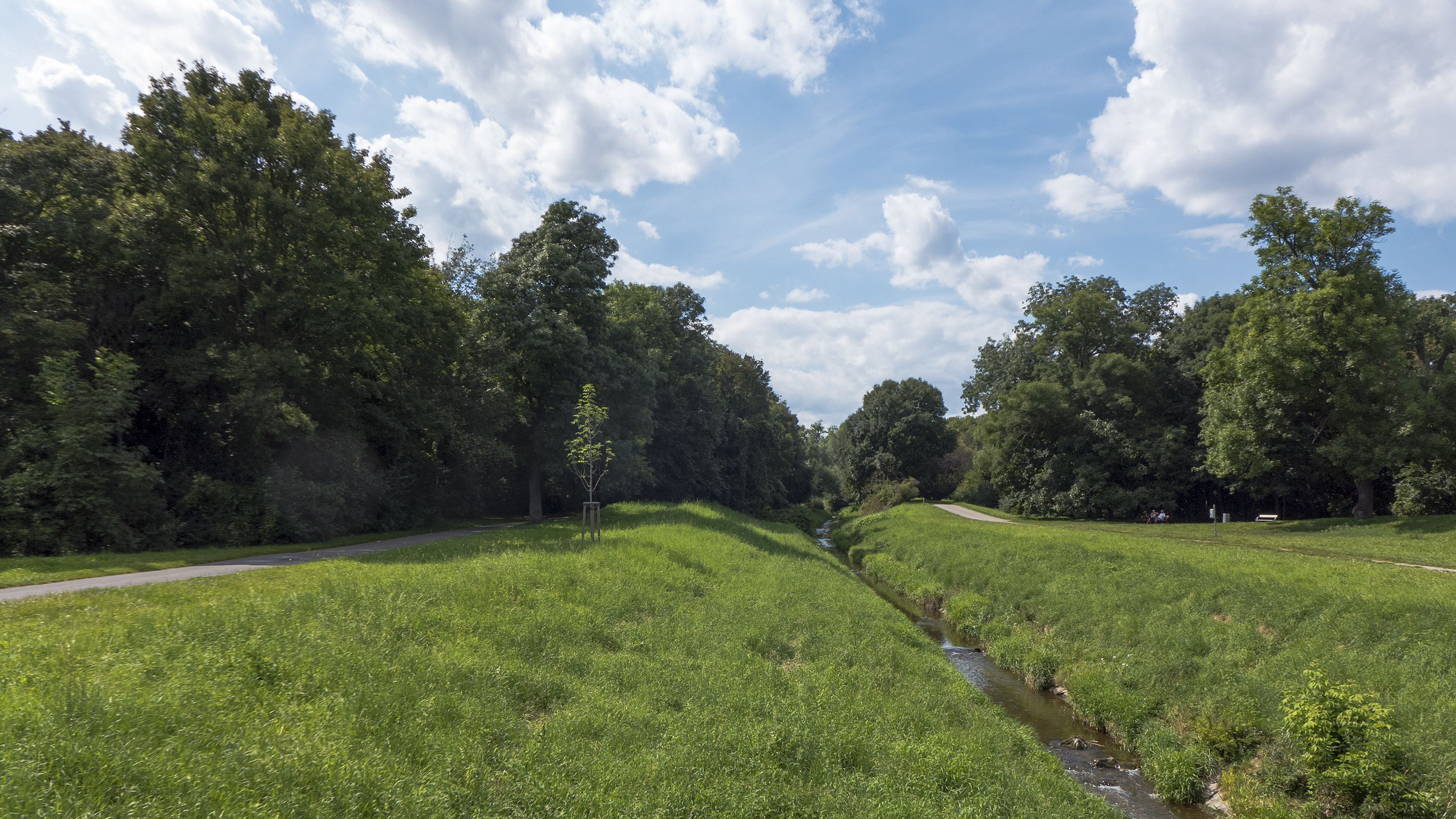
An der Liesing
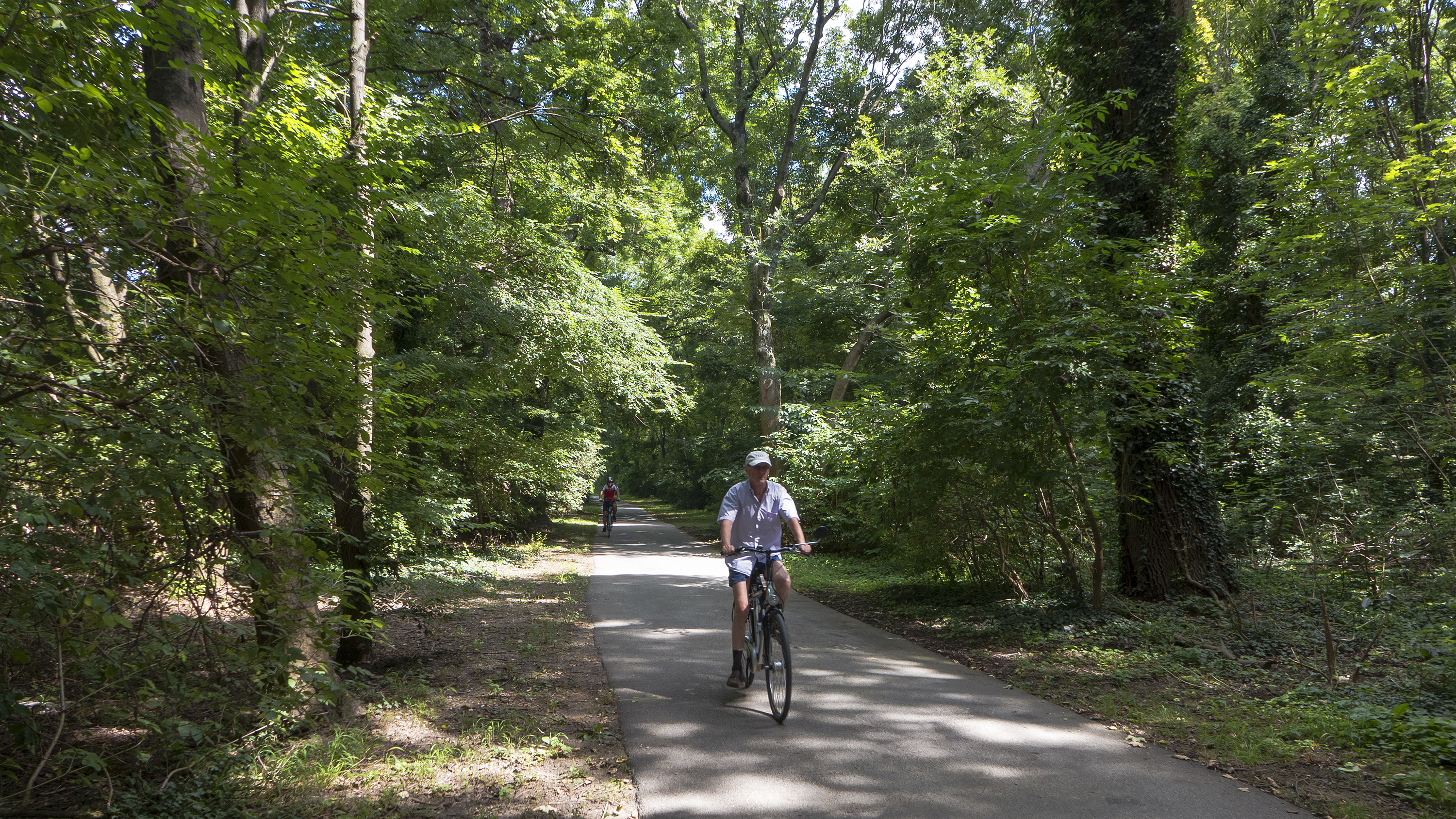
Radfahren im Park
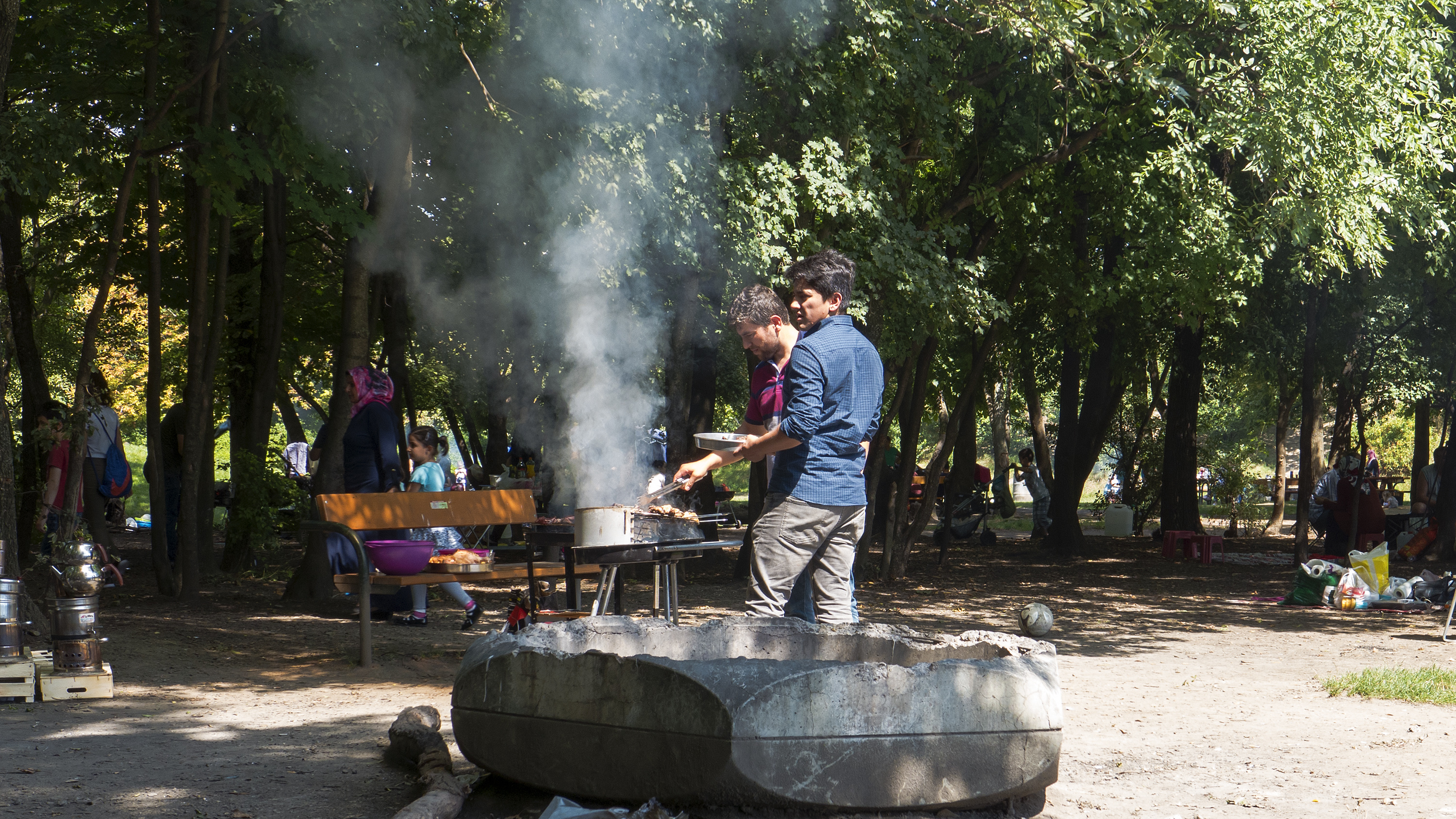
Grillen im Park